# Samuel Hadida
Samuel Hadida (Casablanca, 17 de dezembro de 1953 – Santa Mônica, 27 de novembro de 2018) foi um produtor de cinema francês nascido em Marrocos.
Samuel se formou em Paris. Formado, com o seu irmão Victor, na Metropolitan Filmexport em 1978, ele foi um sucesso como distribuidor de filmes independentes em francês. Formado na Davis Films, em 1990, e desde então produziu mais de trinta filmes de Hollywood de 1993 até os dias presentes, começando com True Romance. A Metropolitan Filmexport é o distribuidor atual para filmes franceses pela New Line Cinema, entre outras empresas.